# The Vamps
A The Vamps brit együttes, melynek van egy skót tagja is. Tagjai: James McVey, Bradley Simpson, Tristan Evans és Connor Ball. Első videóklipjük hozta meg sikerüket, majd a Virgin EMI Records kiadóval kötöttek lemezszerződést. Első kislemezük, a Wild Heart 2014. január 19-én jelent meg.

## A kezdetek
Bradley Simpson kezdetben más előadók dalait dolgozta fel. Első saját készítésű videóját 2010. február 14-én töltötte fel a YouTube-ra. A legnépszerűbb felvételén Alex Care Too Lose című számát énekli. A kisfilm nézettsége meghaladja a 700 ezret.
James McVey is dolgozott fel számokat, így találkozott Braddel. Pár hónap múlva találkoztak Tristan Evans-szal, aki dobosként állt be a zenekarba, majd egy év múlva Connor Ball gitáros is csatlakozott az együtteshez. Videót is keszítettek: máig fent van a YouTube-on. Megalakult a The Vamps. A négy srác más énekesek és együttesek dalait dolgozta fel, és osztotta meg a világgal.
Miután teljes lett a zenekar, együtt elkezdtek saját dalokat írni. Első daluk – amihez videóklip is készült – 2013. augusztus 6-án került fel az internetre. A szám a Can We Dance címet kapta. Már több mint 82 millióan tekintették meg, és az Egyesült Királyságban a slágerlista a második helyéig jutott.
Még ebben az évben, decemberben ismét videóklipet készítettek, Wild Heart címmel.
2013-ban három díjra is jelölték őket. Mindhármat elnyerték.
2013-ban két koncertkörúton vettek részt: először McFly, majd Selena Gomez turnéján léptek fel, és egy saját „mini”turnéjuk is volt. 2014-ben részt vettek Taylor Swift, R5, és a The Wanted turnéján. Júliusban kezdődött Austin Mahone turnéja, amire a The Vamps-ot is meghívták. Szeptemberben az Egyesült Királyságban kezdődött saját koncertkörútjuk, a Meet The Vamps Tour.

## Diszkográfia

### Albumok
- Meet The Vamps (2014)
- Wake Up (2015)
- Night & Day (Night Editon) (2017)

### Középlemezek (EP)
- Can We Dance (2013)
- Wild Heart (2014)
- Last Night (2014)
- Somebody To You (2014)
- Oh Cecilia (2014)
- Wake Up (2015)
- The Christmas EP (2015)
- All Night (2016)
- Middle Of The Night (2017)
- Missing You EP (2019)

### Kislemezek (Single)
- Can We Dance (2013)
- Wild Heart (2014)
- Last Night (2014)
- Somebody To You (ft. Demi Lovato) (2014)
- Oh Cecilia (Breaking My Heart) (ft. Shawn Mendes) (2014)
- Wake Up (2015)
- I Found A Girl (ft. Omi) (2016)
- All Night (ft. Matoma) (2016)
- Middle Of The Night (ft. Martin Jensen) (2017)
- Hands (ft. Sabrina Carpenter & Mike Perry) (2017)
- Personal (ft. Maggie Lindemann) (2017)
- Hair Too Long (2018)

### Kislemezek közreműködő előadóként
- Beliya (ft. Vishal-Shekhar) (2016)
- Staying Up (ft. Matoma) (2017)

## Díjak és jelölések
| Díjátadó                  | Év   | Kategória                                 | Jelölt                              | Eredmény |
| ------------------------- | ---- | ----------------------------------------- | ----------------------------------- | -------- |
| 4Music Video Honours      | 2013 | Your Best Breakthrough                    | The Vamps                           | Megnyert |
| The Hot Hits Awards       | 2013 | Favourite New Artist                      | The Vamps                           | Megnyert |
| The Hot Hits Awards       | 2013 | Best Group                                | The Vamps                           | Megnyert |
| BBC Radio 1 Teen Awards   | 2014 | Friday Download's Best Breakthrough Award | The Vamps                           | Megnyert |
| BBC Radio 1 Teen Awards   | 2014 | Best British Group                        | The Vamps                           | Megnyert |
| BBC Radio 1 Teen Awards   | 2014 | Best British Single                       | "Last Night"                        | Megnyert |
| Melty Future Awards       | 2014 | Prix Spécial International                | The Vamps                           | Megnyert |
|                           | 2014 | UK Favourite Breakthrough                 | The Vamps                           | Megnyert |
| Radio Disney Music Awards | 2014 | The Freshest-Best New Artist              | The Vamps                           | Jelölt   |
| Teen Choice Awards        | 2014 | Love Song                                 | "Somebody To You" (ft. Demi Lovato) | Jelölt   |
| Teen Choice Awards        | 2014 | Breakout Group                            | The Vamps                           | Jelölt   |
| World Music Awards        | 2014 | World's Best Song                         | "Can We Dance"                      | Jelölt   |
| World Music Awards        | 2014 | World's Best Song                         | "Wild Heart"                        | Jelölt   |
| World Music Awards        | 2014 | World's Best Video                        | "Can We Dance"                      | Jelölt   |
| World Music Awards        | 2014 | World's Best Video                        | "Wild Heart"                        | Jelölt   |
| World Music Awards        | 2014 | World's Best Album                        | Meet The Vamps                      | Jelölt   |
| World Music Awards        | 2014 | World's Best Group                        | The Vamps                           | Jelölt   |
| World Music Awards        | 2014 | World's Best Live Act                     | The Vamps                           | Jelölt   |
| Scottish Awards           | 2015 | Scottish Fashion Icon of The Year         | Connor Ball                         | Megnyert |
| BBC Radio 1 Teen Awards   | 2016 | Best British Group                        | The Vamps                           | Megnyert |
| Teen Choice Awards        | 2016 | Choice Song Group                         | "Wake Up"                           | Megnyert |
| Teen Choice Awards        | 2017 | Choice Music Group                        | The Vamps                           | ?        |

## Turnék
| Év   | Turné                                | Megjegyzés            |
| ---- | ------------------------------------ | --------------------- |
| 2013 | Memory Lane Tour (McFly)             |                       |
| 2013 | Stars Dance Tour (Selena Gomez)      | UK + 2013. szept. 7-8 |
| 2013 | Mini turné                           |                       |
| 2014 | Red Tour (Taylor Swift)              | londoni koncertek     |
| 2014 | Louder World Tour (R5)               | Birmingham            |
| 2014 | Word of Mouth Tour (The Wanted)      | UK, Írország          |
| 2014 | Live on Tour (Austin Mahone)         | Észak-Amerika         |
| 2014 | Meet The Vamps Tour                  | UK                    |
| 2015 | The Vamps Asia-Pacific 2015 Tour     |                       |
| 2015 | The Vamps 2015 UK Arena Tour         |                       |
| 2015 | The Vamps North American Tour        |                       |
| 2016 | Wake Up World Tour                   |                       |
| 2017 | The Vamps 2017 World Tour            |                       |
| 2017 | The Glory Days Tour (Little Mix)     | Európa                |
| 2017 | The Vamps Up Close and Personal Tour | UK                    |

2019-ben indultak a Four Corners Tour-ra amiben az Egyesült Királyságba,Európába és Ázsiába is ellátogatnak.

## Közösségi média
- Az együttes honlapja: http://www.thevamps.net/
- Twitter
  - @TheVampsBand
  - @TheVampsBrad
  - @TheVampsCon
  - @TheVampsJames
  - @TheVampsTristan
- Instagram
  - @thevamps
  - @bradleywillsimpson
  - @connorball
  - jamesmcvey
  - thevampstris